# Kaja Røhne
Kaja Røhne (født 23. april 2003) er en norsk håndboldspiller, som til dagligt spiller for den danske klub København Håndbold. Hun har tidligere spillet for Stabæk Håndball.